# Lace and Whiskey
《Lace and Whiskey》는 미국의 록 가수 앨리스 쿠퍼의 세 번째 솔로이자 통산 열 번째 스튜디오 음반으로, 1977년 4월 29일, 워너 브라더스 레코드를 통해 발매되었다.

## 배경
오랜 세월 어둡고 음산한 인물을 연기해온 앨리스 쿠퍼는 새로운 시도를 위해 코믹한 하드보일드 탐정 "모리스 에스카르고(Maurice Escargot)"라는 페르소나를 도입했다. 이 가상의 인물은 인스펙터 클루소 같은 캐릭터의 계보에 속하며, 《Lace and Whiskey》의 뒷면 커버에는 에스카르고로 분한 쿠퍼의 모습이 담겨 있다. 이 음반은 여전히 록을 기반으로 했지만, 쿠퍼가 사랑하던 1940~50년대 영화와 음악에서 스타일적 영향을 받았다. 음반은 미국에서는 최고 42위, 영국 음반 차트에서는 33위를 기록하는 데 그쳤다.
이 음반의 리드 싱글 〈You and Me〉는 부드러운 이지 리스닝 발라드로, 쿠퍼에게 12년간 마지막이 될 미국 톱 10 싱글을 안겨주었다. 두 번째 싱글로 발매된 〈(No More) Love at Your Convenience〉는 디스코에서 영감을 받은 팝 곡이었지만, 대부분의 국가에서 차트에 진입하지 못했다. 이 두 곡 모두 MTV가 등장하기 훨씬 이전에 뮤직 비디오가 제작되었다. 또한 〈King of the Silver Screen〉은 미국의 애국가인 〈Battle Hymn of the Republic〉의 주요 모티프를 인용하고 있다.

## 평가
| 전문가 평가              | 전문가 평가   |
| 평가 점수                | 평가 점수     |
| 출처                     | 점수          |
| ------------------------ | ------------- |
| AllMusic                 | [ 2 ]         |
| Christgau's Record Guide | C+            |
| Rolling Stone            | (unfavorable) |

《인디애나폴리스 뉴스》는 이 음반에 대해 "쿠퍼는 발라드, 러브 송, 헤비 록, 컨트리 록, 코미디까지 전반적인 장르에 손을 뻗고 있다"고 평했다.
한편 《클래식 록》은 이 음반을 "무엇보다도 구조 신호에 가까운 작품"이라며, "쇼크 록의 제왕으로서의 전성기에서 점점 더 멀어지고 있던 시점의 쿠퍼를 보여준다"고 혹평했다.

## 곡 목록
모든 곡들은 특별한 언급이 없는 한 앨리스 쿠퍼, 딕 와그너 그리고 밥 에즈린에 의해 작사/작곡하였다.
| #  | 제목                 | 작사·작곡    | 재생 시간 |
| -- | -------------------- | ------------ | --------- |
| 1. | 〈It’s Hot Tonight〉 |              | 3:21      |
| 2. | 〈Lace and Whiskey〉 |              | 3:14      |
| 3. | 〈Road Rats〉        |              | 4:51      |
| 4. | 〈Damned If You Do〉 |              | 3:14      |
| 5. | 〈You and Me〉       | 쿠퍼, 와그너 | 5:07      |

| #  | 제목                                   | 작사·작곡     | 재생 시간 |
| -- | -------------------------------------- | ------------- | --------- |
| 1. | 〈King of the Silver Screen〉          |               | 5:35      |
| 2. | 〈Ubangi Stomp〉                       | 찰스 언더우드 | 2:12      |
| 3. | 〈(No More) Love at Your Convenience〉 |               | 3:49      |
| 4. | 〈I Never Wrote Those Songs〉          |               | 4:34      |
| 5. | 〈My God〉                             |               | 5:40      |

## 인증
| 국가                       | 인증     | 판매량/출하량 |
| -------------------------- | -------- | ------------- |
| 오스트레일리아 (ARIA)      | 플래티넘 | 50,000^       |
| ^출하량을 기반으로 한 인증 |          |               |